# Twinsbet Arena
La Twinsbet Arena est une salle omnisports située à Vilnius en Lituanie.

## Évènements
- Championnat du monde de hockey sur glace 2009 Division I Groupe A
- Championnat d'Europe de basket-ball 2011

## Galerie

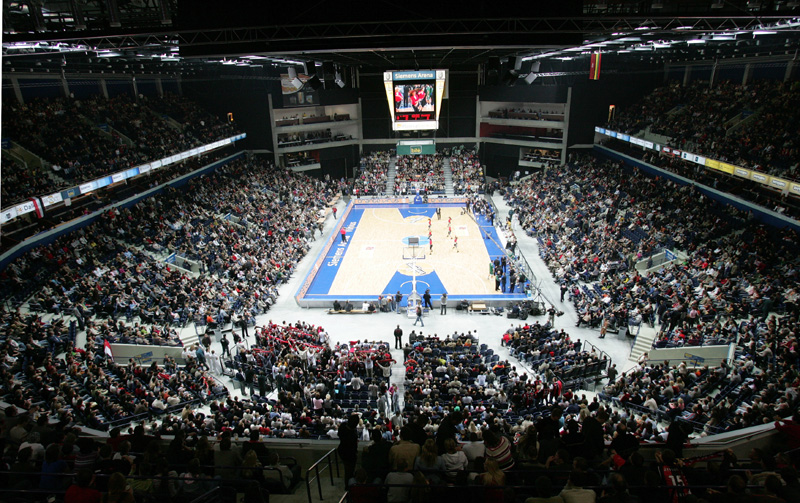
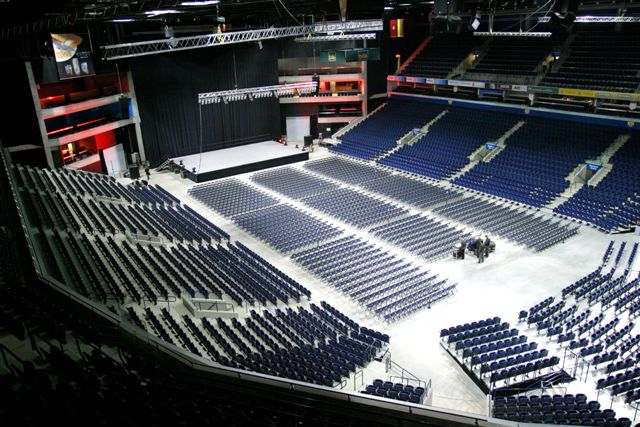